# Гольбейн, Амброзиус
Амброзиус Гольбейн, также Амвросий Хольбайн (нем. Ambrosius Holbein, 1494—1519) — немецкий рисовальщик, живописец и гравёр эпохи Северного Возрождения, сын Ганса Гольбейна Старшего (1465—1524) и старший брат Ганса Гольбейна Младшего (1497—1543).

## Биография
Как и его младший брат, Амброзиус родился в Аугсбурге (в современной Баварии), который был в то время свободным имперским городом, а также центром искусств, ремёсел и торговли. Его отец, Ганс Гольбейн Старший был новатором немецкой живописи на этапе перехода от поздней Интернациональной готики к искусству Северного Возрождения. В его мастерской оба сына, Амброзиус и Ганс, получили первые уроки живописи, а также познакомились с ювелирным делом и с искусством гравирования.
Предполагается, что в 1515 году Амброзиус жил в швейцарском городе Штайн-ам-Райн, где он работал как подмастерье в мастерской Ханса Хёрбстера над фресками в главном зале монастыря святого Георгия.
В 1517 году Амброзиус был зачислен в гильдию живописцев Базеля, а в 1518 году натурализован как гражданин этого города. В Базеле он делил мастерскую со своим младшим братом Гансом. У них было много небольших заказов на гравюры от издателей книг в Базеле, а также на портреты и картины религиозного содержания. Умер Амброзиус Гольбейн, предположительно, около 1519 года в Базеле.

## Галерея

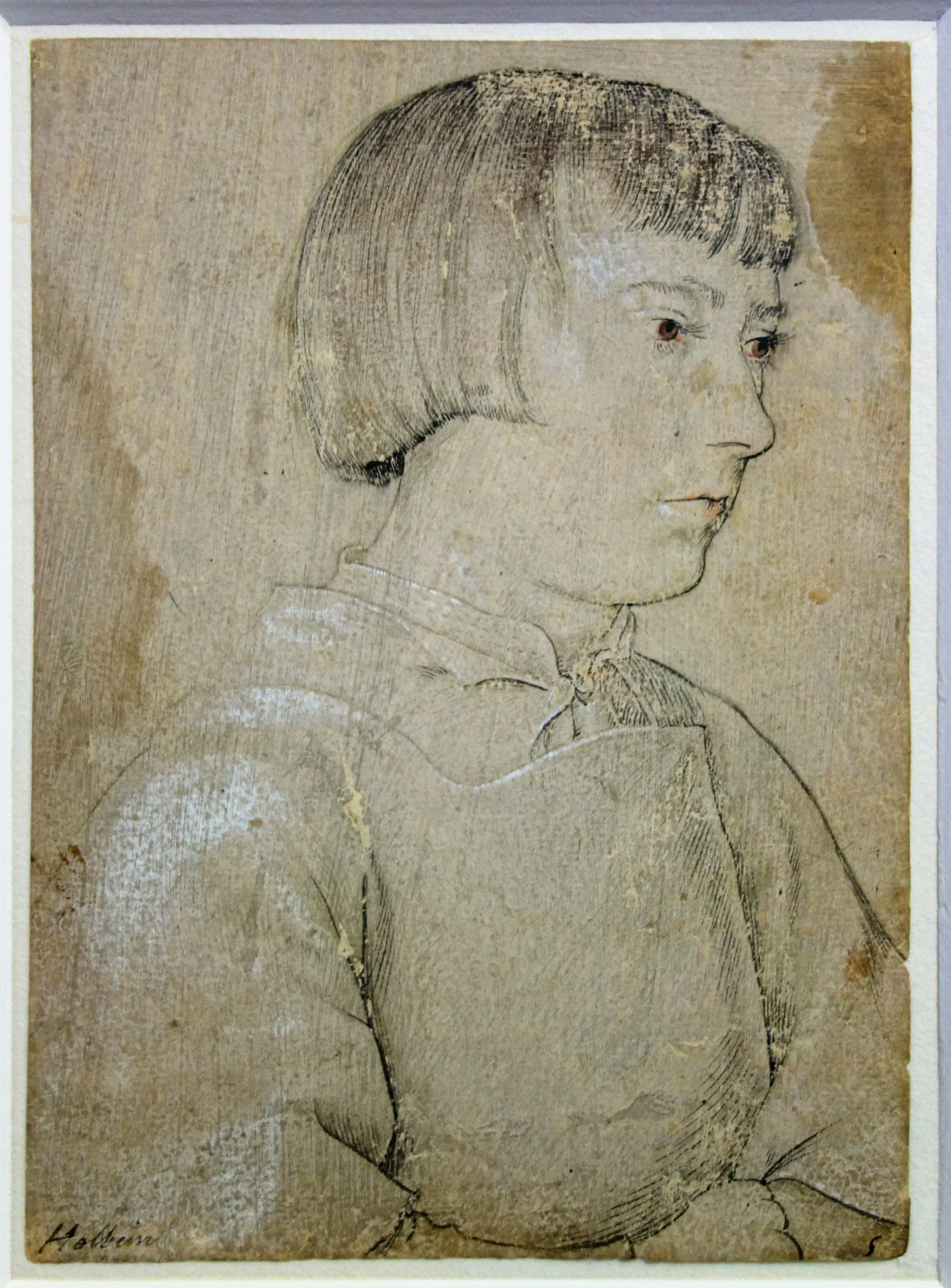
Портрет мальчика. Ок. 1516. Бумага, тушь, перо, уголь, мел. Музей Бойманса — ван Бёнингена, Роттердам
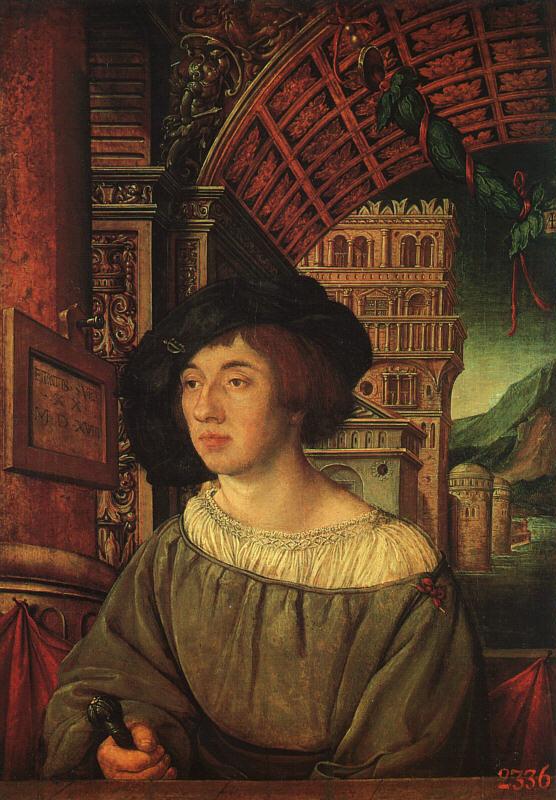
Портрет молодого человека. 1518. Дерево, масло. Государственный Эрмитаж, Санкт-Петербург
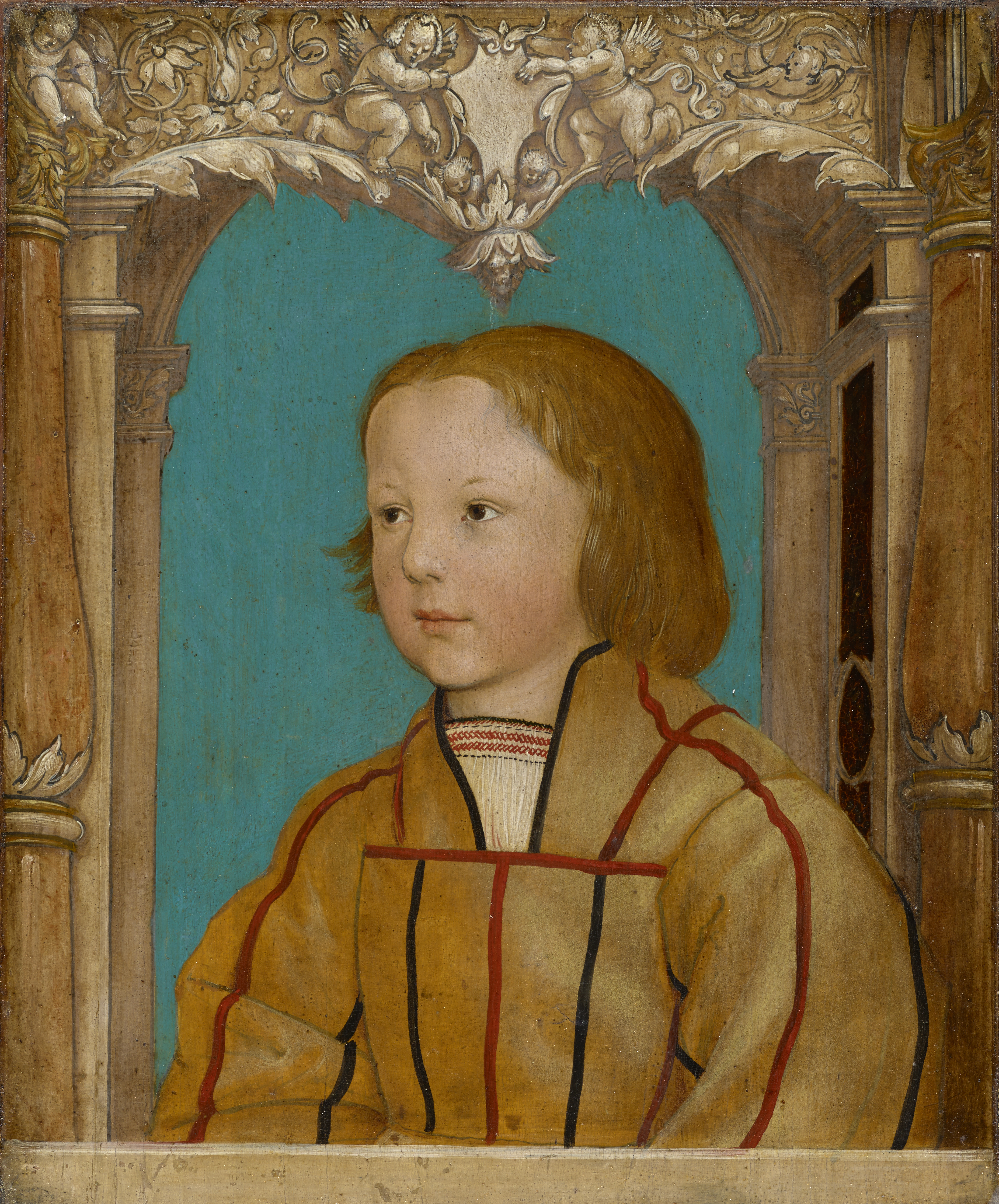
Портрет мальчика со светлыми волосами. 1516. Дерево, темпера. Художественный музей, Базель
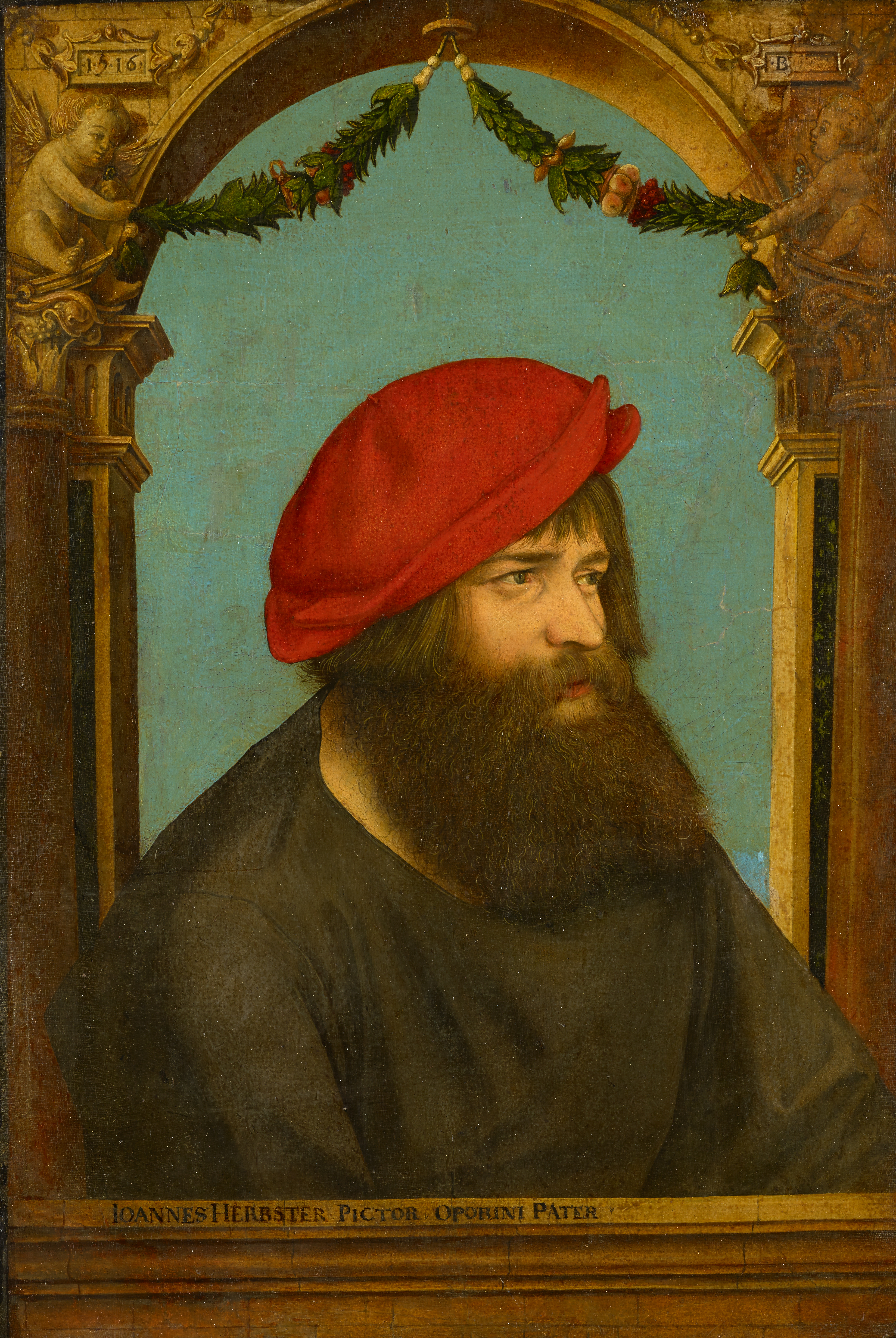
Портрет Ханса Хёрбстера. 1516. Дерево, темпера, масло. Художественный музей, Базель
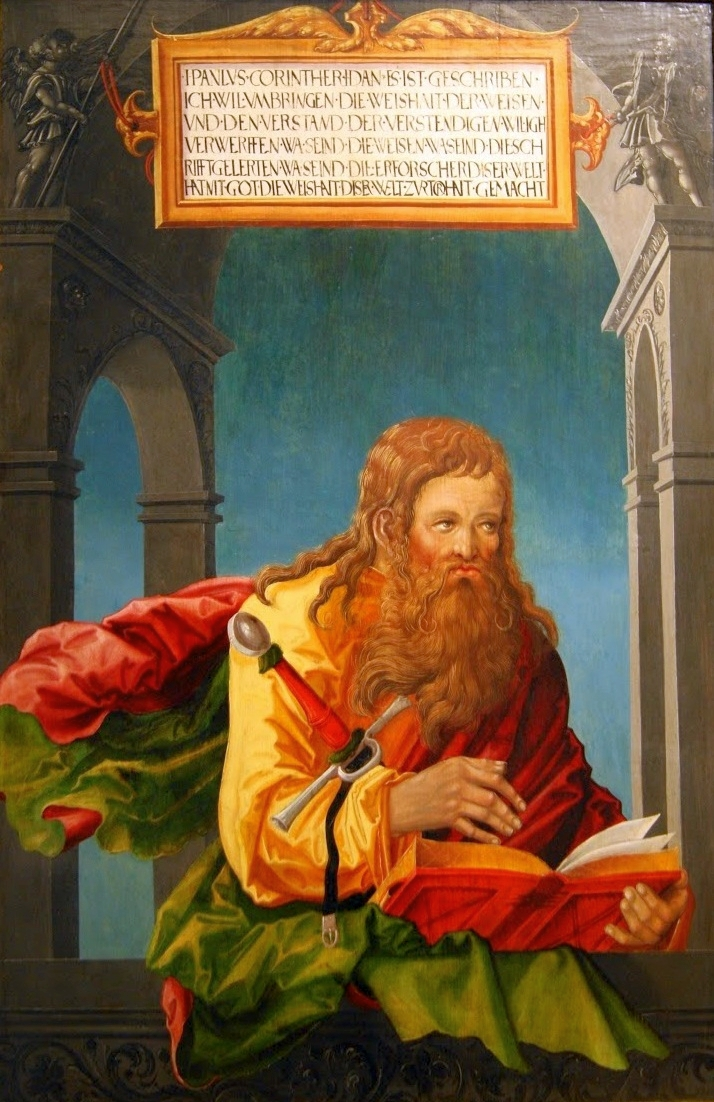
Святой Павел. 1510-е. Дерево, темпера, масло. Национальный музей, Вроцлав
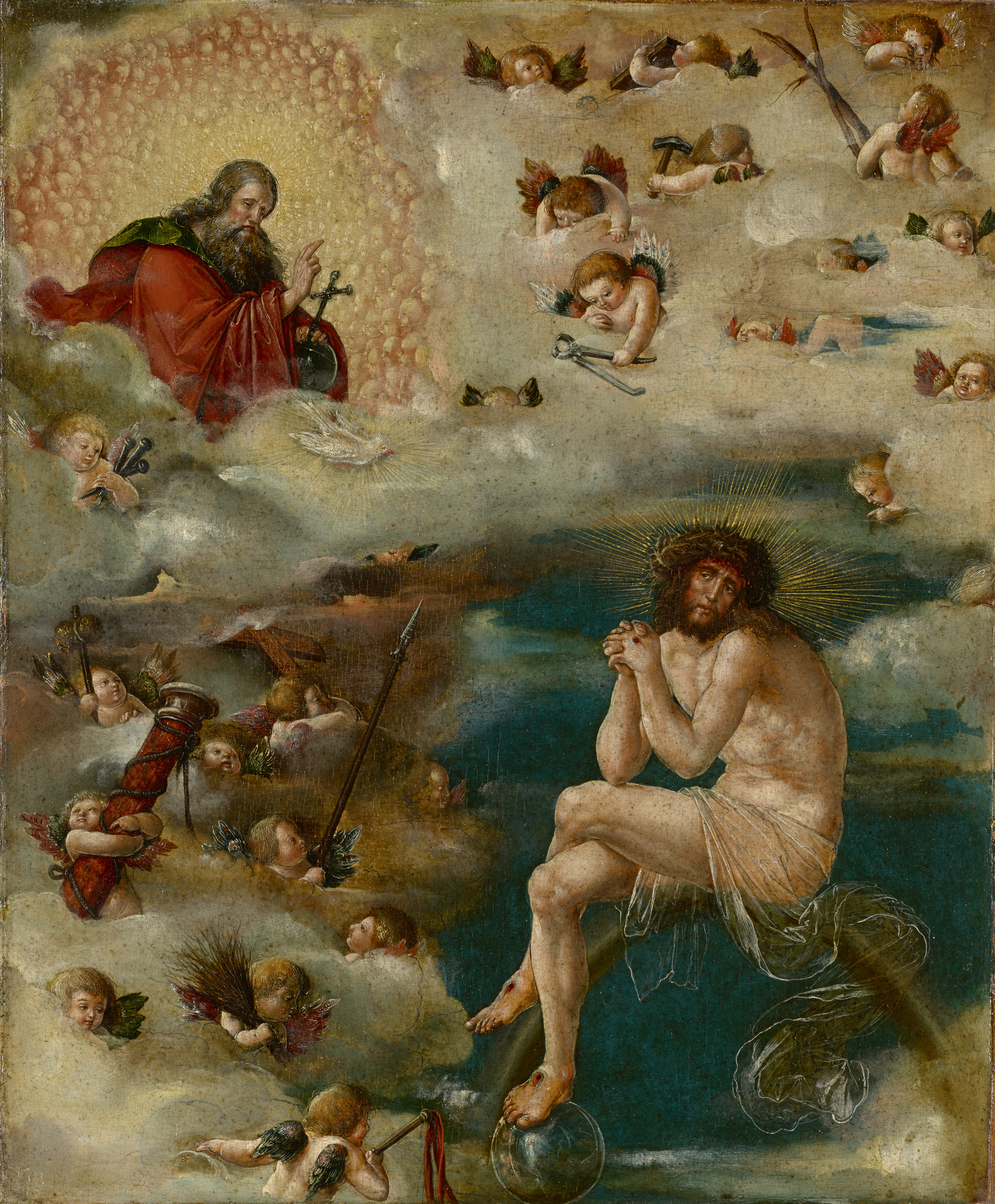
Христос ходатайствует за людей перед Богом Отцом. 1515. Дерево, темпера, масло. Художественный музей, Базель
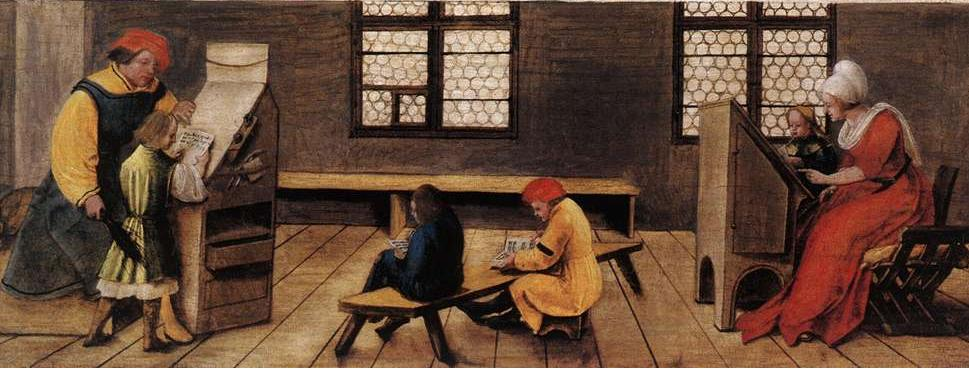
Учитель в школе. 1516. Дерево, темпера, масло. Художественный музей, Базель